# Хета
Хета́ — река в России, протекает по Таймырскому Долгано-Ненецкому району Красноярского края. Длина реки — 604 км, площадь бассейна — 100 000 км². Сливаясь с Котуем образует Хатангу.

## Гидрология
Замерзает в конце сентября — начале октября, вскрывается в конце мая — начале июня. Питание дождевое и снеговое. Среднегодовой расход воды — около 1370 м³/с.

## Гидрография
Исток реки расположен на плато Путорана. Хета образуется слиянием рек Аян и Аякли. Течёт по Северо-Сибирской низменности. Около устья расходится на ряд проток. Сливается с рекой Котуй близ посёлка Кресты.
Ширина у устья достигает 475 метров, глубина — 10 метров. Дно из твёрдых структур.
Крупнейшая протока — Тундровая.

### Притоки
От устья к истоку:
- 22 км: река Олбут
- 23 км: река Малая Рассомашья
- 23 км: река Мюатито
- 43 км: река Булун
- 68 км: река Таровер
- 68 км: река Эльдиткан
- 69 км: река Большая Рассомашья
- 73 км: река Абхалак
- 79 км: река Чоостаг
- 89 км: река Копкё
- 92 км: река Ямалак
- 93 км: река Малая Горелая
- 102 км: река Горелая
- 116 км: река Малая Рысков
- 117 км: река Большая Рысков
- 126 км: река Кен-Юрях
- 143 км: река Маймеча (Медвежья)
- 150 км: река Кастыр
- 165 км: река Полькино
- 172 км: река Орлова
- 177 км: река Осинникова
- 179 км: река Сухая
- 179 км: река Трафимова
- 208 км: река Горелая
- 209 км: река Дягда
- 218 км: река Большая Романиха
- 224 км: река Алексея
- 236 км: река Нельмалах
- 246 км: река Ямная
- 250 км: река Тёбюлях
- 257 км: река Эбенки
- 266 км: река Чюеппе-Юрэх
- 269 км: река Сахыр
- 278 км: река Боярка
- 289 км: река Монгнон
- 289 км: река Туора
- 291 км: река Пеляткалах
- 297 км: река Урдах
- 322 км: река Ларгакалах
- 327 км: река Ледяная
- 337 км: река Падающая
- 340 км: река Падающая (Частах)
- 343 км: река Эрге-Дие
- 350 км: река Харгы (Улово)
- 367 км: река Сопкалах
- 369 км: река Холгабул
- 374 км: река Боганида
- 382 км: река Назара
- 389 км: река Мюкчюкэ (Лаптукова)
- 396 км: река Чанкал
- 403 км: река Бархатовка
- 413 км: река Летовье

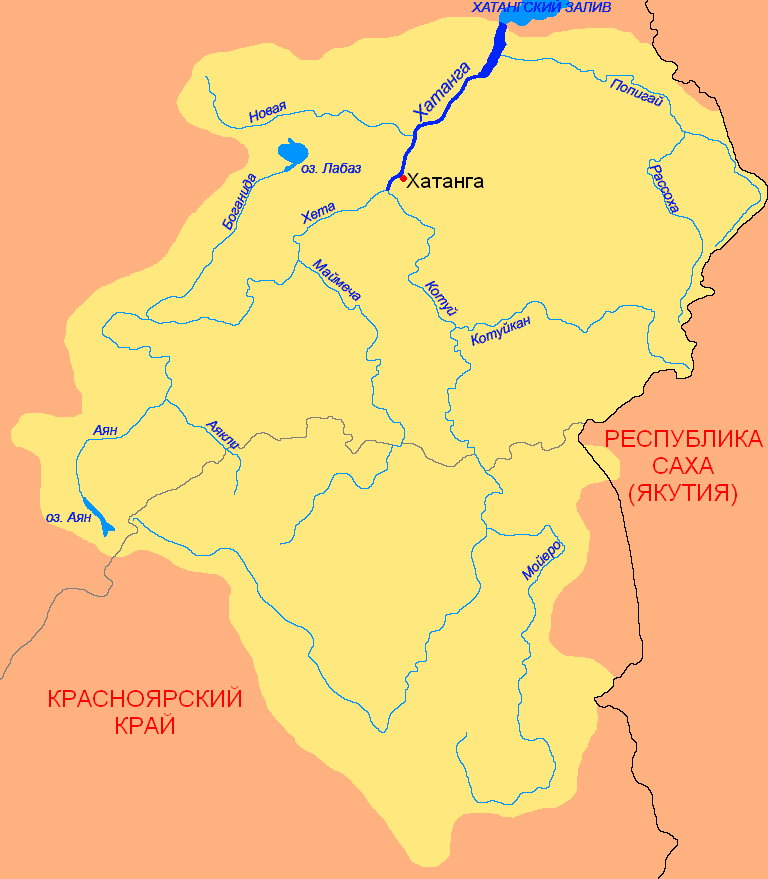
Бассейн Хатанги

- 415 км: река Волочанка (Волосянка)
- 425 км: река Павел-Уолбут
- 433 км: река Голдывул
- 435 км: река Огокит
- 447 км: река Нижний Холукэн
- 467 км: река Миронова
- 474 км: река Буричи
- 493 км: река Намакан
- 500 км: ручей Ходят
- 502 км: река Балаган
- 525 км: река Букатый
- 541 км: река Кира
- 551 км: река Спиря
- 589 км: река Тамукан
- 595 км: река Чопко
- 596 км: река Арыкан
- 604 км: река Аякли
- 604 км: река Аян

## Природа
В реке обитают ценные породы рыб: муксун, ряпушка, нельма и другие.